# 都城市議会
都城市議会（みやこのじょうしぎかい）とは、宮崎県都城市に設置されている地方議会である。

## 概要

### 定数
29人

### 任期
4年
- 議会解散が実施されれば任期満了前であっても議員任期は終了する。

### 委員会
- 議会運営委員会

#### 常任委員会
- 総務委員会
- 文教厚生委員会
- 建設委員会
- 産業経済委員会
- 広報広聴委員会

#### 特別委員会
- 都城志布志道路建設対策特別委員会
- 議会改革特別委員会

##### かつてあった特別委員会
- 新燃岳降灰収集運搬業務詐欺事件等調査特別委員会（百条委員会）
  - 2014年6月20日設置[2]。
  - 合併後初。宮崎県内での設置は1997年の綾町議会以来17年ぶり[3]。

### 定例会
- 年4回実施[4]
  - 3月
  - 6月
  - 9月
  - 12月

### 事務局
- 議会事務局

## 会派
| 会派名               | 議員数 | 所属党派            | 議員名（◎は代表者）                                                | 女性議員数 | 女性議員の比率(%) |
| -------------------- | ------ | ------------------- | ------------------------------------------------------------------ | ---------- | ----------------- |
| 青雲                 | 6      | 自由民主党1 無所属5 | ◎広瀬功三 川内賢幸（自） 神脇清照 迫間輝昭 たかだみか 温水ともひさ | 2          | 33.33             |
| 令和創生             | 5      | 自由民主党1 無所属4 | ◎江内谷満義（自） 楠見千穂子 岩元弘樹 別府英樹 森重辰海            | 1          | 20                |
| 公明                 | 4      | 公明党              | ◎佐藤紀子 綿屋善明 音堅良一 坂元唱子                               | 2          | 50                |
| 進政会               | 4      | 自由民主党1 無所属3 | ◎長友潤治 赤塚隆志 黒木優一（自） 中田悟                           | 0          | 0                 |
| 自由民主党有志会     | 4      | 自由民主党          | ◎徳留八郎 成合円美佳 小玉忠宏 杉村義秀                             | 1          | 25                |
| さくら会             | 2      | 自由民主党          | ◎榎木智幸 中村千佐江                                               | 1          | 50                |
| 日本共産党都城市議団 | 2      | 日本共産党          | ◎森りえ 畑中ゆう子                                                 | 2          | 100               |
| 立憲民主             | 2      | 立憲民主党          | ◎筒井紀夫 羽田野徳寿                                               | 0          | 0                 |
| 合計                 | 29     |                     |                                                                    | 9          | 31.03             |

## 定数の推移
「都城市議会議員定数条例」によって定数が決められている。
- 2006年（平成18年）2月5日合併在任特例選挙 - 5選挙区42人
  - 山田区 - 3人
  - 高城区 - 4人
  - 山之口区 - 3人
  - 高崎区 - 4人
  - 都城区 - 28人
- 2010年（平成22年）1月24日選挙 - 5選挙区42人→1選挙区34人
- 2018年（平成30年）1月28日選挙 - 34人→29人

## 議会出身者
- 水久保甚作（衆議院議員・参議院議員）
- 曽木重貴（衆議院議員・官選4代目、6代目、公選3代目旧都城市長）
- 瀧内正（公選7代目旧都城市長）

## 備考
- 本会議は地元ケーブルテレビ局であるBTVが地元チャンネルにて放送している[5]。